# Malta International 1982
Die Malta International 1982 im Badminton fanden vom 7. bis zum 9. Mai 1982 in Cottonera statt. Es war die 11. Auflage dieser internationalen Meisterschaften von Malta im Badminton.

## Titelträger
| Disziplin    | Sieger                        |
| ------------ | ----------------------------- |
| Herreneinzel | Clemens Wortel                |
| Dameneinzel  | Muriel Cain                   |
| Herrendoppel | Philip Mead P. Cannel         |
| Damendoppel  | Muriel Cain Pauline Kennish   |
| Mixed        | C. D. Lichtenberg Lisa Riiser |

## Finalresultate
| Disziplin    | Sieger                        | Finalist                      | Ergebnis   |
| ------------ | ----------------------------- | ----------------------------- | ---------- |
| Herreneinzel | Clemens Wortel                | H. Lange                      | 15–1, 15–1 |
| Dameneinzel  | Muriel Cain                   | Joyce Abdilla                 | 11–1, 11–5 |
| Herrendoppel | Philip Mead P. Cannell        | J. Mikkelsen Clemens Wortel   |            |
| Damendoppel  | Muriel Cain Pauline Kennish   | Lisa Riiser C. de Lichtenberg |            |
| Mixed        | C. D. Lichtenberg Lisa Riiser | P. Cannell Roberta Cannell    |            |